# 埃姆布多 (新墨西哥州)
埃姆布多（英語：Embudo）是位於美國新墨西哥州里奧阿里巴縣的非建制地區。

## 歷史
埃姆布多的郵局自1881年營運至今。

## 地理
埃姆布多所處的海拔為高於海平面1775米（即5824英呎），而該地所採用的時區為UTC-7，即北美山地时区（MST）。同時該地設有夏令時間，為UTC-7調快一小時，即UTC-6（MDT）。